# Новое (Сарыкольский район)
Новое (каз. Новое) — село в Сарыкольском районе Костанайской области Казахстана. Административный центр Краснознаменского сельского округа. Код КАТО — 396243100.

## Население
В 1999 году население села составляло 722 человека (345 мужчин и 377 женщин). По данным переписи 2009 года, в селе проживало 368 человек (180 мужчин и 188 женщин).